# Liste des dirigeants des régions danoises
 (juillet 2022).

Carte des régions du Danemark.

Cette page dresse la liste des dirigeants des régions danoises. Ces cinq régions (region) ont succédé aux 13 départements (amter) et aux 3 communes à statut spécial le 1er janvier 2007. Leur dirigeant porte le titre de regionsrådsformand, qui signifie littéralement « président du conseil régional » en danois. Les dirigeants des deux territoires autonomes danois sont également indiqués.

## Présidents des conseils régionaux
| Région          | Nom            | Depuis (le)      |
| --------------- | -------------- | ---------------- |
| Hovedstaden     | Lars Gaardhøj  | 1er août 2021    |
| Danemark-du-Sud | Stephanie Lose | 22 juin 2015     |
| Jutland central | Anders Kühnau  | 1er janvier 2018 |
| Jutland du Nord | Ulla Astman    | 3 décembre 2007  |
| Sjælland        | Heino Knudsen  | 1er janvier 2018 |

### Hovedstaden
| Nom | Nom                     | Parti | Dates            | Dates            | Notes                                                 |
| --- | ----------------------- | ----- | ---------------- | ---------------- | ----------------------------------------------------- |
|     | Vibeke Storm Rasmussen  | SD    | 1er janvier 2007 | 31 décembre 2013 | Amtsborgmester de l'amt de Copenhague de 1994 à 2006. |
|     | Sophie Hæstorp Andersen | SD    | 1er janvier 2014 | 31 juillet 2021  |                                                       |
|     | Lars Gaardhøj           | SD    | 1er août 2021    | En fonction      |                                                       |

Lars Gaardhøj.

### Danemark-du-Sud
| Nom | Nom            | Parti | Dates            | Dates        | Notes |
| --- | -------------- | ----- | ---------------- | ------------ | --- |
|     | Carl Holst     | V     | 1er janvier 2007 | 22 juin 2015 | Amtsborgmester de l'amt du Jutland du Sud de 2000 à 2006. Démissionne après sa nomination comme ministre de la Défense. |
|     | Stephanie Lose | V     | 22 juin 2015     | En fonction  | Élue à l'unanimité par le conseil régional pour succéder à Carl Holst.                                                  |

### Jutland central
| Nom | Nom              | Parti | Dates            | Dates            | Notes                                             |
| --- | ---------------- | ----- | ---------------- | ---------------- | ------------------------------------------------- |
|     | Bent Hansen (da) | SD    | 1er janvier 2007 | 31 décembre 2017 | Amtsborgmester de l'amt de Viborg de 1990 à 2006. |
|     | Anders Kühnau    | SD    | 1er janvier 2018 | En fonction      |                                                   |

### Jutland du Nord
| Nom | Nom              | Parti | Dates            | Dates           | Notes                                                                                           |
| --- | ---------------- | ----- | ---------------- | --------------- | ----------------------------------------------------------------------------------------------- |
|     | Orla Hav (da)    | SD    | 1er janvier 2007 | 3 décembre 2007 | Démissionne après son élection comme député lors des élections législatives anticipées de 2007. |
|     | Ulla Astman (da) | SD    | 3 décembre 2007  | En fonction     |                                                                                                 |

### Sjælland
| Nom | Nom                       | Parti | Dates            | Dates            | Notes                                               |
| --- | ------------------------- | ----- | ---------------- | ---------------- | --------------------------------------------------- |
|     | Kristian Ebbensgaard (da) | V     | 1er janvier 2007 | 31 décembre 2009 | Amtsborgmester de l'amt de Roskilde de 1994 à 2006. |
|     | Steen Bach Nielsen (da)   | SD    | 1er janvier 2010 | 31 décembre 2013 |                                                     |
|     | Jens Stenbæk (da)         | V     | 1er janvier 2014 | 31 décembre 2017 |                                                     |
|     | Heino Knudsen             | SD    | 1er janvier 2018 | En fonction      |                                                     |

## Dirigeants des territoires autonomes
| Territoire | Statut           | Nom                  | Depuis (le)       |
| ---------- | ---------------- | -------------------- | ----------------- |
| Groenland  | Haut-commissaire | Mikaela Engell       | 1er avril 2011    |
| Groenland  | Premier ministre | Kim Kielsen          | 1er octobre 2014  |
| Îles-Féroé | Haut-commissaire | Lene Moyell Johansen | 15 mai 2017       |
| Îles-Féroé | Premier ministre | Aksel V. Johannesen  | 15 septembre 2015 |